# Dia da Independência Nacional (Polônia)

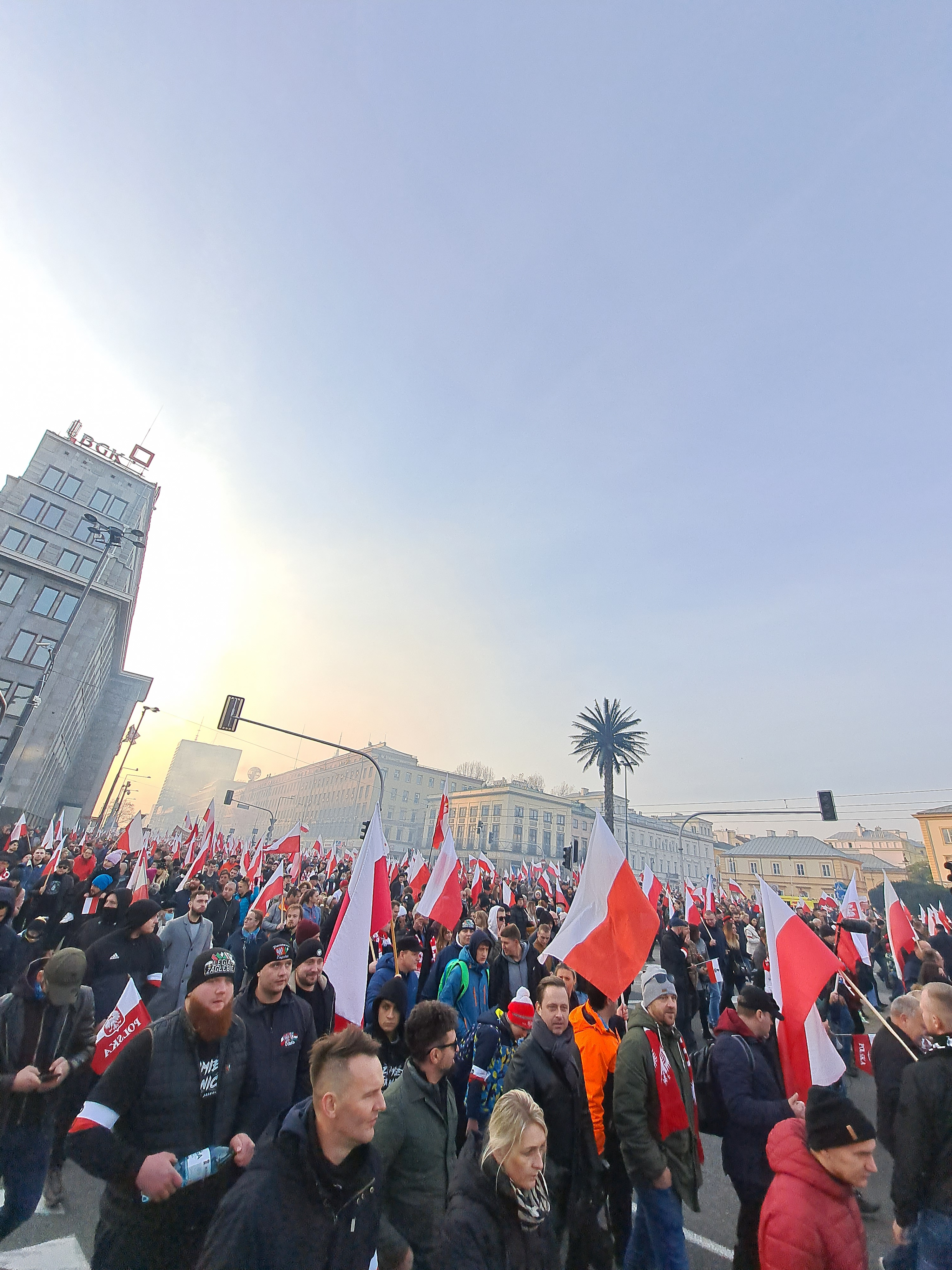
A Marcha da Independência, 2021

O Dia da Independência (polonês: Narodowe Święto Niepodległości) é um dia nacional na Polônia celebrado em 11 de novembro para comemorar o aniversário da restauração da soberania da Polônia como a Segunda República Polonesa em 1918 dos Impérios Alemão, Austro-Húngaro e Russo. Após as partições no final do século 18, a Polônia deixou de existir por 123 anos até o final da Primeira Guerra Mundial, quando a destruição das potências vizinhas permitiu que o país ressurgisse. É um dia não útil e um dia de hasteamento de bandeira na Polônia.

## Marcha Anual da Independência
É uma manifestação anual na forma de uma marcha pelas ruas de Varsóvia em 11 de novembro. A Marcha da Independência foi iniciada por organizações políticas nacionalistas: Juventude Polonesa e ONR. Desde 2011, o organizador da marcha é a Associação Marcha da Independência, que inclui ativistas dessas organizações.